# Pavel Alekszandrovics Florenszkij
Pavel Alekszandrovics Florenszkij (oroszul: Павел Александрович Флоренский; Yevlax, ma: Azerbajdzsán, 1882. január 21. – Leningrádi terület, 1937. december 8.) orosz ortodox teológus, filozófus, matematikus, villamosmérnök, feltaláló. Követői gyakran hasonlították Leonardo da Vincihez.

## Tanulmányai
Apja Alekszandr Ivanovics Florenszkij orosz műszaki értelmiségi család sarja, anyja Olga Pavlovna Szaparova, grúz nemzetségekkel keveredett örmény családból származott.
1894–1899 között Tifliszben végezte el a gimnáziumot. 1900-ban a Moszkvai Állami Egyetem fizika–matematika szakán kezdte meg tanulmányait. Olyan nagy formátumú matematikus professzorok tanítványa volt, mint Nyikolaj Bugajev (Andrej Belij édesapja) és Alekszandr Vvegyenszkij. Kandidátusi disszertációjának címe: A síkgörbék mint a térbeli folytonosság megtörésének helyei, mely A diszkontinuitás mint világnézeti elem című filozófiai értekezésének egyik fejezeteként készült el.

## Pályafutása
- 1904-ben, az egyetem elvégzése után több tanszéken is állást kínáltak neki, ő azonban a Moszkvai Hittudományi Akadémiára iratkozott be.
- 1908-ban befejezte A vallási igazságról című kandidátusi értekezését.
- 1908–1918 között a Hittudományi Akadémia filozófiatörténeti tanszékén tartott előadásokat az antik filozófia, a kanti filozófia, a kultusz és kultúra filozófiájának tárgykörében.
- 1911-ben Radonyezs városában szentelték pappá, ahol letelepedett családjával.
- 1912–1917 között a Teológiai Értesítő című folyóirat szerkesztője és a folyóirat körül csoportosuló értelmiségi kör szellemi vezetőjeként tevékenykedett.
- 1918 A Troica-Szergijev kolostor védelmére alakult hivatalos bizottság tagjaként feladata volt a kolostor művészeti anyagának leltárba vétele és múzeumi kiállításának előkészítése.

Florenszkij ekkor dolgozta ki az „élőmúzeum” koncepcióját, melynek propagálásával azt akarta elérni, hogy az ikonok és kegytárgyak a helyükön maradjanak, vagyis liturgikusan használják őket.
- 1921-től a VHUTEMASZ (Felsőfokú Képzőművészeti és Technikai Tanműhelyek) professzora.
- 1921-ben az egyházellenes bolsevik agitáció keretében ellene is megkezdődtek az első sajtótámadások. Azzal vádolták, hogy "idealista koalíciót" hozott létre. A vallásellenes agitáció tetőfokán a szent maradványokat kihantolták és közszemlére tették, az ikonokat tömegével semmisítették meg.
- 1921-ben fejezte be Az ikonosztáz című művét, mely eredetileg A kultusz filozófiája című nagyszabású könyv része lett volna, melyben éppen azt mutatja be, miféle kapcsolat van a szentek és az ikonok, a romolhatatlan testi maradványok, az ereklyék és a képek között.
- 1919–1922 között, a hadikommunizmus idején az egyházra, a papokra és a régi orosz értelmiségre nehezedő egyre nagyobb nyomás ellenére sem emigrált.
- 1929-ig, első letartóztatásáig számos szovjet intézményben dolgozott , bekapcsolódott a tudományos és kulturális életbe, anélkül, hogy papi ruháját levetette, elveit feladta volna.
- 1927-től társszerkesztője volt a Szovjet Technikai Enciklopédia első kiadásának, melybe 127 szócikket írt.
- 1928-ban letartóztatták és Nyizsnyij Novgorodba száműzték, J. P. Peskova (Gorkij első felesége) közbenjárására visszavonták büntetését.
- 1932-ben A fizika a matematika szolgálatában című cikke nyomán rágalomhadjárat kezdődött ellene, ismét perbe fogták.
- 1933-ban tartóztatta le az OGPU, mint „professzor-pópát, szélsőségesen jobboldali beállítottságú monarchistát”.
- 1933 júliusában tízévi szabadságvesztésre ítélték, decemberben érkezett meg egy kelet-szibériai lágerbe, ahol a BAMLAG tudományos kutatórészlegbe osztották be.
- 1934-ben átszállították Szkovorogyinóba, egy talajkutató kísérleti állomásra. Távollétében lefoglalták és elkobozták könyvtárát, céduláit, kéziratait.
- 1937-ben átkerült a Szolovki kolostor épületébe, novemberben feltehetően átszállították Leningrádba, ahol sor került ügyének újratárgyalására és a halálos ítélet meghozatalára.

Az ítéletet 1937. december 8-án hajtották végre.
- 1958 májusában rehabilitálták.

## Az ikonosztáz
A mű (eredeti orosz címe Иконостас, névelő nélkül) Florenszkij életében nem jelent meg, bár szakmai körökben már az 1960-as években ismert volt.
Első szöveghű kiadása 1972-ben, Párizsban jelent meg. Az első magyar kiadás 1988-ban jelent meg. Második kiadása (2005) az 1988-as első kiadásból kihagyott szövegrészeket is tartalmazza. Fordító: Kiss Ilona.

## Magyarul
- Az Igazság oszlopa és alapja; in: Az orosz vallásbölcselet virágkora. Tolsztojtól Bergyajevig, 1-2.; vál., bev. Török Endre, ford. Baán István; Vigilia, Budapest, 1988 (Vigilia)
- Az ikonosztáz; ford. Kiss Ilona; Corvina, Bp., 1988 (Imago)
- Az ikonosztáz; ford. Kiss Ilona, utószó Szilágyi Ákos; Typotex, Bp., 2005 (Képfilozófiák) ISBN 963-9548-66-9
- A kultusz filozófiája; ford. Kiss Ilona; Typotex, Bp., 2015 ISBN 978-963-279-839-4